# Пригара, Александр Яковлевич
Александр Яковлевич Пригара (1912—1972) — советский военнослужащий. Участник Великой Отечественной войны. Герой Советского Союза (1944). Гвардии красноармеец.

## Биография
Александр Яковлевич Пригара родился 12 апреля (31 марта — по старому стилю) 1912 года в селе Стародубское Святокрестовского уезда Ставропольской губернии Российской империи (ныне село Будённовского района Ставропольского края Российской Федерации) в крестьянской семье. Русский. Образование начальное. До войны работал в совхозе.
В ряды Рабоче-крестьянской Красной Армии А. Я. Пригара был призван 25 июня 1941 года. Воевал на Южном фронте, участвовал в боях под Ростовом-на-Дону. С января 1942 года красноармеец А. Я. Пригара в составе 30-й стрелковой дивизии 56-й армии Южного фронта в должности стрелка 35-го стрелкового полка. В составе своего подразделения воевал в Донбассе и на Дону. После поражения Красной Армии в Харьковской операции Южный фронт был расформирован, а его войска переданы Северо-Кавказскому фронту. С июля 1942 года Александр Яковлевич сражался в Битве за Кавказ. Участвовал в обороне города Краснодара, Туапсинской оборонительной операции. 18 декабря 1942 года за массовый героизм личного состава, проявленный в оборонительных боях за Кавказ, 30-я стрелковая дивизия была преобразована в 55-ю гвардейскую.
К концу 1942 года войскам Красной Армии удалось перехватить инициативу на Северном Кавказе, и в январе 1943 года советские войска перешли в наступление в ходе Северо-Кавказской наступательной операции. 55-я гвардейская стрелковая дивизия, в составе которой воевал гвардии красноармеец А. Я. Пригара, в составе 56-й армии Закавказского, а с 9 февраля 1943 года Северо-Кавказского фронта участвовала в Краснодарской и Новороссийско-Таманской операциях. После освобождения Северного Кавказа и Таманского полуострова войска Северо-Кавказского фронта начали подготовку к операции по освобождению от немецко-фашистских захватчиков Крыма. Автоматчик 164-го гвардейского стрелкового полка гвардии красноармеец А. Я. Пригара особо отличился во время Керченско-Эльтигенской десантной операции.
В ночь на 3 ноября 1943 года на бронекатерах Азовской военной флотилии десант 56-й армии форсировал Керченский пролив и высадился на побережье Керченского полуострова северо-восточнее Керчи. Одним из первых крымского берега достигла штурмовая рота 164-го гвардейского стрелкового полка 55-й гвардейской стрелковой дивизии, в составе которого был и гвардии красноармеец А. Я. Пригара. Рота сходу заняла прибрежную деревню Опасная и закрепилась в ней до утра. На рассвете 3 ноября десантники приступили к расширению плацдарма, но были остановлены яростным пулемётным огнём противника. Немцы, оборудовав на безымянных высотах близ населённого пункта несколько ДЗОТов и ДОТов, заняли круговую оборону и всеми огневыми средствами вели огонь по десанту и обстреливали место переправы. Отделение сержанта К. С. Алексеенко, в котором служил А. Я. Пригара, получило приказ взять одну из высот, что позволило бы роте обойти немецкие позиции с фланга. А. Я. Пригара сумел скрытно подобраться к немецкому ДЗОТу и забросал его гранатами. Когда вражеский пулемёт умолк, Пригара подобрался к вражеским окопам и ручными гранатами уничтожил ещё одну пулемётную точку и 35 немецких солдат. Вдохновлённая героическими действиями гвардии красноармейца Пригары, рота поднялась в атаку. Александр Яковлевич первым ворвался во вражеские траншеи, где огнём автомата и прикладом уничтожил 15 солдат неприятеля. Подоспевшие бойцы роты завершили штурм немецких позиций. До 75 немецких солдат и офицеров были убиты и ещё 25 сдались в плен. За образцовое выполнение боевых заданий командования на фронте борьбы с немецкими захватчиками и проявленные при этом отвагу и геройство указом Президиума Верховного Совета СССР от 16 мая 1944 года гвардии красноармейцу Пригаре Александру Яковлевичу было присвоено звание Героя Советского Союза.
В последующих боях за город Керчь А. Я. Пригара был ранен в руку и ногу. После лечения в госпитале он продолжил службу в Красной Армии. Демобилизовался Александр Яковлевич в ноябре 1945 года. Вернувшись в родные места, жил сначала в селе Стародубское, затем в посёлке Терек. Работал бригадиром в местном винсовхозе. Его бригада виноградарей была одной из лучших в отрасли и не раз добивалась высоких производственных показателей. А. Я. Пригара в составе делегации Ставропольского края участвовал в выставке достижений народного хозяйства СССР. Скончался Александр Яковлевич 17 мая 1972 года. Похоронен в посёлке Терек Будённовского района Ставропольского края.

## Награды
- Медаль «Золотая Звезда» (16.05.1944);
- орден Ленина (16.05.1944);
- медали, в том числе:

медаль «За оборону Кавказа».

## Документы
- Общедоступный электронный банк документов «Подвиг Народа в Великой Отечественной войне 1941—1945 гг.» Дата обращения: 25 марта 2013. Архивировано из оригинала 13 марта 2012 года.

Представление к званию Героя Советского Союза и указ ПВС СССР о присвоении звания. Дата обращения: 25 марта 2013. Архивировано 9 апреля 2013 года.